# گورستان ترکانده گدیگه
گورستان ترکانده گدیگه مربوط به عصر آهن است و در شهرستان ابهر، بخش سلطانیه، دهستان سلطانیه، روستای ترکانده واقع شده و این اثر در تاریخ ۲۶ دی ۱۳۸۶ با شمارهٔ ثبت ۲۰۵۵۸ به‌عنوان یکی از آثار ملی ایران به ثبت رسیده است.